# Hypercompe quitensis
Hypercompe quitensis là một loài bướm đêm thuộc phân họ Arctiinae, họ Erebidae.